# Codices Latini Antiquiores
Codices Latini Antiquiores (C.L.A.) er et katalog over alle i dag kendte latinske håndskrifter (bøger og ruller) fra før 9. århundrede. Elias Avery Lowe (1879-1969) indledte dette projekt i 1929 og var dets leder fra 1936.
Kataloget indeholder kun bøger med litterært indhold, herunder også lovtekster, men ingen breve eller dokumenter. Det består af elleve bind opdelt efter opbevaringsland, en opdatering fra 1971 og to udvidelser fra 1985 og 1992. Grundlaget for dette arbejde er udelukkende palæografi, stilkundskab om håndskrifter. Til hvert kodeks eller bogtitel i et kodeks er et sort-hvidt fotografi tilgængeligt i målestok 1:1, såvel som en beskrivelse af indholdet, bevaringstilstand, skrifttype og det sandsynlige fremstillingssted og alder.
Se også
- Bogtabet i senantikken